# William A. Stanfill
William A. Stanfill (Barbourville, 1892. január 16. – Lexington, 1971. június 12.) az Amerikai Egyesült Államok szenátora (Kentucky, 1945–1946).